# 馬里湖
57°41′23″N 5°27′27″W / 57.68972°N 5.45750°W

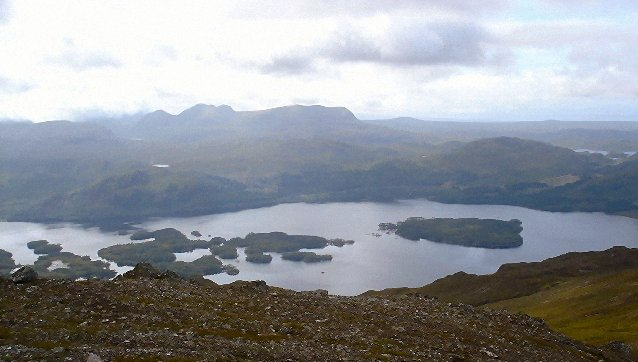

馬里湖是蘇格蘭的湖泊，由阿蓋爾-比特負責管轄，長20公里、寬4公里，面積28.6平方公里，是蘇格蘭第四大淡水湖，平均水深38米，最大水深114米，蓄水量1.09立方公里。